# نيمبلوك
نيمبلوك (بالفارسية: نیمبلوک) هي منطقة سكنية تقع في إيران في Nimbeluk District. يقدر عدد سكانها بـ 3,886 نسمة .